# Freakish
Freakish é uma série de televisão americana de terror que foi ao ar em 10 de outubro de 2016, no Hulu. A série foca em um grupo de estudantes de ensino médio que estão presos dentro de uma escola quando uma fábrica de produtos químicos próxima explode, resultando em residentes e outros alunos infectados a se transformarem em aberrações (freaks).

## Enredo
A série segue um grupo de estudantes que se reúnem para a detenção escolar no sábado no Keller High. Outros alunos também estão no campus, mas envolvidos em várias atividades (basquete, preparação de debates, música, etc.). De repente, sem muito aviso, uma fábrica de produtos químicos próxima explode. Agora eles devem encontrar um caminho para a sobrevivência, não só a partir do suprimento limitado de dentro, mas fora, bem como o residentes que se transformaram em criaturas freakish tipo-zumbi, como resultado da precipitação radioativa.

## Elenco
- Leo Howard como Grover Jones
- Liza Koshy como Violet Adams
- Adam Hicks como Diesel
- Melvin Gregg como Leo Deveraux
- Mary Mouser como Mary Jones
- LeShawna Lopes como Zuzu Parker
- Hayes Grier como Noodle Nelson
- Aislinn Paul como Natalie
- Tyler Chase como Barrett
- Chad Michael Collins como John Collins
- Olivia Gonzales como Addie
- Alex Ozerov como Lyle
- Chad L. Coleman como Treinador

## Produção
Freakish é produzido pela AwesomenessTV e foi criado por Beth Szymkowski. Hulu adquiriu os direitos de streaming exclusivos durante a produção do programa. A série estreou em 10 de outubro de 2016.
Hulu renovou a série para uma segunda temporada, que consiste em 10 episódios e estreou em 18 de outubro de 2017.
Em 27 de julho de 2018, foi noticiado que a série havia sido cancelada.

## Recepção

### Resposta da crítica
No Rotten Tomatoes, a 1ª temporada possui 4 reviews, 3 são positivas e 1 negativa.

### Prêmios e indicações
| Ano  | Prêmio        | Categoria  | Indicado(s) | Resultado | Refs  |
| ---- | ------------- | ---------- | ----------- | --------- | ----- |
| 2017 | Shorty Awards | Web Series | Freakish    | Indicado  | [ 8 ] |